# Pariser Platz
De Pariser Platz (Parijse Plein) is een bekend vierkant plein in het stadsdeel Mitte in Berlijn van 1,5 hectare groot. Aan het plein ligt de Brandenburger Tor en hier eindigen ook de bekende straten Unter den Linden en de Straße des 17. Juni. Het plein is in 1814 vernoemd naar de hoofdstad van Frankrijk, Parijs. Het werd het meest grootse plein van de stad, geflankeerd door de Franse en Amerikaanse ambassades, het luxueuze Hotel Adlon, de kunstacademie en daaromheen verscheidene blokken met woningen en kantoren.
In de Tweede Wereldoorlog zijn het plein en de gebouwen daaromheen grotendeels verwoest. Omdat het plein door de bouw van de Berlijnse Muur in de strook 'niemandsland' kwam te liggen, duurde het tot begin jaren 90 vooraleer er een aanvang kon worden gemaakt met de wederopbouw van het plein. In 2008 zijn alle gebouwen weer in ere hersteld. Sluitstuk was de bouw van de ambassade van de Verenigde Staten. Dit gebouw is op 4 juli 2008 (nationale feestdag in de VS) heropend in aanwezigheid van oud-president George Bush senior, minister van Buitenlandse Zaken Condoleezza Rice en de Duitse bondskanselier Angela Merkel.